# Мёртвая зона (фильм)
«Мёртвая зона» (англ. The Dead Zone) — художественный фильм режиссёра Дэвида Кроненберга, вышедший на экраны в 1983 году. Экранизация одноимённого романа Стивена Кинга. Фильм завоевал два приза международных кинофестивалей.

## Сюжет
Житель небольшого городка Касл-Рок в штате Мэн, учитель начальной школы Джонни Смит, встречается со своей коллегой Сарой Брэкнелл. Они вместе катаются на аттракционах и веселятся, но после у Джона начинает болеть голова и, когда он провожает Сару до дома, она предлагает ему остаться, но он вежливо отказывается и едет домой. В поездке его накрывает шторм, водитель грузовика с цистерной не справляется с управлением, и та падает, перекрывая дорогу. Джон попадает в аварию.
Джон приходит в себя в больнице, у него болит горло и тело практически не слушается его. Пожилой доктор-невролог Сэм Уизак сообщает ему о том, что тот пробыл в коме пять лет. Его родители навещают его, не веря в случившееся, он узнаёт, что его возлюбленная вышла замуж и родила ребёнка. Проходит некоторое время, Джонни заново учат ходить. Однажды к нему приходит его медсестра, когда она касается его руки — он видит пожар в доме и девочку, зовущую мать. Он рассказывает медсестре об этом, чем спасает жизнь её дочери.
Узнав об этой истории, пожилой доктор считает, что у Джона возникли проблемы с психикой после аварии. Однако главный герой предлагает устроить проверку и берёт его за руку. Джон видит войну, немецкие танки, людей в лохмотьях, спасающихся бегством и множество военных, всё это сопровождается взрывами и стрельбой. Он видит, как молодая женщина отдаёт ребёнка в отъезжающую машину, а сама остаётся. Выясняется, что женщина, которую видел Джон — это мать его лечащего врача, которую тот считал давно погибшей. Однако Джон сообщает ему, как её найти, доктор набирает номер телефона и слышит её голос.
Джон возвращается домой, где его встречают родители. Неожиданно к нему приезжает его возлюбленная Сара, которая всё ещё любит его, несмотря на прошедшие годы. Местный шериф, слышавший о Джоне, приезжает к нему за помощью, так как не в состоянии раскрыть серию убийств молодых девушек. Джон сначала отказывается, но затем обещает сделать, что может. Его привозят на место очередного убийства, он осматривает проулок, затем веранду, где было найдено тело. Пока тот возится и рассказывает всё, что видит, помощник шерифа куда-то исчезает. Внезапно Джон видит лицо помощника шерифа. Джон и шериф отправляются к нему домой, где мать помощника шерифа стреляет в Джона, но погибает от рук шерифа, а её сын кончает жизнь самоубийством в ванной, проткнув себя ножницами.
Джон напуган и разочарован недавними событиями, он ведёт образ жизни затворника, принимая учеников на дому. Взяв за руку очередного ученика, он видит, как тот проваливается под лёд и погибает. Джон рассказывает об этом отцу ребёнка. Они ссорятся, но мальчик всё же спасается, так как отец меняет своё решение, а два других мальчика погибают, провалившись под лёд, как и говорил Джон.
В город прибывает кандидат в Сенат США Грег Стилсон. Сара работает волонтёром в его предвыборном штабе. Джон встречается с ним на улице, тот пожимает всем руки, включая и Джона, тот видит, как Стилсон становится президентом США и развязывает третью мировую войну ядерным взрывом. Джон понимает, ради чего стоит пожертвовать собственной жизнью. Во время торжественного мероприятия Джон пытается стрелять в Стилсона, но тот прикрывается ребёнком Сары. Этот момент удаётся заснять фоторепортёру Newsweek, что приводит к концу карьеры Стилсона и его самоубийству. Джон ранен и умирает, так и не объяснив случившегося Саре, однако она всё равно любит его и верит ему.

## В ролях
| Персонаж               | Исполнитель роли |
| ---------------------- | ---------------- |
| Джон Смит              | Кристофер Уокен  |
| Сара Брекнелл          | Брук Адамс       |
| Шериф Джордж Баннерман | Том Скерритт     |
| Доктор Сэм Уизак       | Герберт Лом      |
| Роджер Стюарт          | Энтони Зерб      |
| Генриетта Додд         | Коллин Дьюхерст  |
| Фрэнк Додд             | Николас Кэмпбелл |
| Грэг Стилсон           | Мартин Шин       |
| Уолт                   | Барри Флэтмэн    |

## Награды и номинации

### Награды
| Год  | Премия/Фестиваль                          | Категория                                       | Получатель       |
| ---- | ----------------------------------------- | ----------------------------------------------- | ---------------- |
| 1984 | премия «Сатурн»                           | Лучший фильм ужасов                             |                  |
| 1984 | Fantafestival                             | Приз зрительских симпатий                       | Дэвид Кроненберг |
| 1984 | Fantafestival                             | Лучший фильм                                    | Дэвид Кроненберг |
| 1984 | Кинофестиваль в Авориазе                  | Antennae II Award                               | Дэвид Кроненберг |
| 1984 | Кинофестиваль в Авориазе                  | Critics Award                                   | Дэвид Кроненберг |
| 1984 | Кинофестиваль в Авориазе                  | Suspense Award                                  | Дэвид Кроненберг |
| 1985 | Премия Канадского общества кинооператоров | Лучшая операторская работа в театральном фильме | Марк Ирвин       |

### Номинации
| Год  | Премия/Фестиваль         | Категория       | Получатель       |
| ---- | ------------------------ | --------------- | ---------------- |
| 1984 | премия «Сатурн»          | Лучший актёр    | Кристофер Уокен  |
| 1984 | премия «Сатурн»          | Лучший режиссёр | Дэвид Кроненберг |
| 1984 | премия «Сатурн»          | Лучший сценарий | Джеффри Боам     |
| 1984 | Кинофестиваль в Авориазе | Гран-при        | Дэвид Кроненберг |

## Факты
- В самом начале фильма Джон Смит даёт домашнее задание своим ученикам — прочитать рассказ Вашингтона Ирвинга «Легенда о Сонной Лощине».

Я хочу, чтобы вы прочли книгу «Легенда о Сонной Лощине». Вам понравится. Она про школьного учителя, которого преследует демон без головы.
Оригинальный текст (англ.)I want you to read The Legend of Sleepy Hollow. You're gonna like it. It's about a schoolteacher who gets chased by a headless demon.

В 1999 году Кристофер Уокен сыграл того самого «демона без головы» в «Сонной лощине» Тима Бёртона.
- Оммаж на данный фильм был использован в мультсериале «Симпсоны» в Хэллоуинском спецвыпуске «Маленький домик ужасов на дереве 15».

## Критика
Фильм получил в целом положительные отзывы. Рейтинг одобрения картины на сайте Rotten Tomatoes составляет 91 %.